# ヴィクトル・セガレン

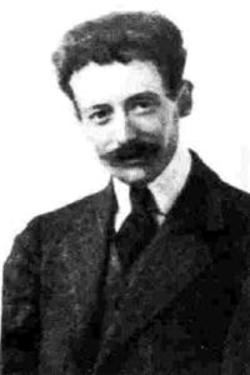
ヴィクトル・セガレン

ヴィクトル・セガレン(Victor Segalen、1878年1月14日 - 1919年5月21日)は、フランスの詩人で医師(船医)。民族誌や考古学分野にも業績を残した。

## 経歴
1878年1月14日、ブルターニュ半島西端の港湾都市ブレストのマシヨン街(rue Massillon)に生まれる。
ボルドーの陸軍衛生部学校(École du service de santé des armées de Bordeaux)で学んだ後、船医となり、フランス領ポリネシアに赴いた。セガレンは、海や航海は好きではなかったが、各地に上陸し、様々な発見をすることが大好きだった。1903年と1904年には、タヒチに滞在した。マルキーズ諸島に立ち寄ったときに、ゴーギャンの晩年のクロッキーを買ったが、セガレンが不在にしていた3ヶ月前にクロッキーは屑として捨てられてしまった。パリに戻ったときには、1907年に出版されることになった小説『記憶なき人々 (les Immémoriaux)』のほか、日記と、ゴーギャンとランボーについてのエッセーを持ち帰ったが、この日記とエッセーは1978年まで公開されなかった。

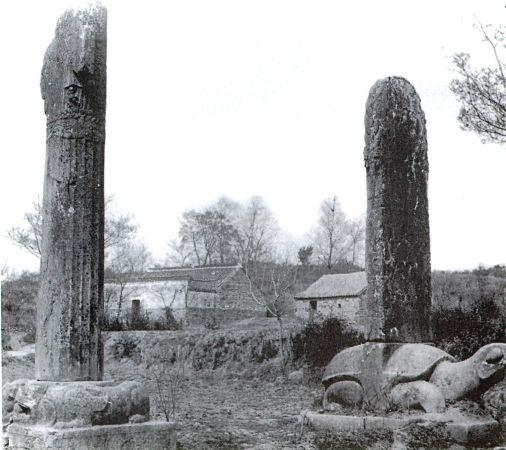
1917年にセガレンが撮影した蕭秀(蕭衍の異母弟)の墓近くの石柱

1908年、セガレンは当時の満州におけるペスト伝染の被害者を治療するため、中国に向かうことになった。1909年、海軍通訳生奨学生として中国に渡り、1910年には、妻や息子とともにそのまま中国に留まることを決意した。1912年に、北京で詩集『碑 (Stèles)』の初版が出版された。セガレンは1914年に、漢王朝の墳墓の考古学調査を委託された。このときの彫像類についての研究成果『Grande Statuaire chinois』は、1972年まで公刊されなかった。セガレンは、著作を通して、ナイーフでエスノセントリック(自文化中心主義的)なエグゾティスム(Exotisme)のジャンルに、新たな視座をもたらしていた。
セガレンが中国で会った数少ないコーロッパ人のひとりが、ベルギー人の中国研究家シャルル・ミシェル(Charles Michel)で、その人物像は小説『René Leys』の主人公ルネ・レイスに投影されている。
セガレンは、1917年に帰国し、1919年5月21日に、ブルターニュのHuelgoatの森で亡くなった。手には『ハムレット』があったという。後にフランス政府は、パンテオンの壁にセガレンの名を刻み「1914年から1918年の戦時にフランスのために命を捧げた作家」と記した。
母国フランスでは、1970年代から1980年代にかけて、著作が相次いで刊行され、再評価が進んだ。日本でも1990年代以降に翻訳が刊行されるようになり、2000年代には水声社による『セガレン著作集』が刊行されている。
かつてセガレンが学んだことがあるボルドー第2大学(Université Bordeaux II)は、現在は彼の名を冠して「ヴィクトル＝セガレン・ボルドー第2大学(Université Victor-Segalen Bordeaux 2)と通称されている。生地ブレストにあるUniversité de Bretagne occidentale(UBO)の文学・社会科学部も、セガレンを讃えてその名を通称に用いることがある。香港にあるリセ(Lycée français international Victor-Segalen)も、セガレンの名を通称に冠している。

## 著作
- A dreuz an Arvor, 1899.
- L'observation médicale chez les écrivains naturalistes, Thèse, Bordeaux, 1902 (document électronique).
- Les Immémoriaux, (筆名「Max Anély」で発表), 1907. 
  - 末松壽訳『記憶なき人々』国書刊行会、2000年、422頁
  - 木下誠訳『記憶なき民』(セガレン著作集〈第1巻〉)、水声社、2003年、534頁
- Stèles, 1912.
  - 有田忠郎訳『碑』- セガレン著作集〈第6巻〉『碑、頌、チベット』、水声社、2003年、所収
- Peintures, Gallimard, 1916. 
  - 木下誠訳『絵画』- セガレン著作集〈第7巻〉『絵画/想像のものたち』、水声社、2007年、所収
- Essai sur l'exotisme – Fata Morgana, 1978; nouvelle édition, livre de poche, collect. biblio-essais, 1986. 
  - 木下誠訳『〈エグゾティスム〉に関する試論』- 『〈エグゾティスム〉に関する試論/覊旅』、現代企画室、1995年、所収
- Dans un monde sonore – Fata Morgana, 2010; nouvelle édition

以下は没後に刊行された
- Orphée-Roi, 1921. 
  - 木下誠訳『オルフェウス王』 セガレン著作集〈第3巻〉、水声社、2010年、700頁
- René Leys, 1922. 
  - 黒川修司訳『ルネ・レイス』 セガレン著作集〈第5巻〉、水声社、2001年、326頁
- Mission archéologique en Chine (en collaboration avec Gilbert de Voisins et Jean Lartigue), 1923-1924.
- Équipée. De Pékin aux marches tibétaines…, 1929.
  - 木下誠訳『覊旅』- 『〈エグゾティスム〉に関する試論/覊旅』、現代企画室、1995年、所収
- Voyage au pays du réel (1929)
- Lettres de Chine (1967)
- La Grande Statuaire chinoise (1972)
- Journal des îles (1978)
- Le Fils du ciel : chronique des jours souverains (1985) 
  - 黒川修司訳『天子』 セガレン著作集〈第4巻〉、水声社、2005年、315頁
- 丹治恆次郎・木下誠訳『ゴーガンを讃えて／異教の思考』 セガレン著作集〈第2巻〉、水声社、2021年、622頁
- 渡辺諒訳『煉瓦と瓦』 セガレン著作集〈第8巻〉、水声社、2021年、345頁